# 女孩 (2025年电影)
《女孩》是2025年上映的台湾成长劇情片，为台湾演员舒淇的导演处女作。电影入选第82屆威尼斯影展主竞赛单元争夺金獅獎，2025年9月4日全球首映 。

## 故事大纲
1988年的台湾，林小丽在毫无乐趣的环境中成长，过着安静孤僻的生活。直到有一天，她遇到同龄少女李莉莉，莉莉活泼无忧的性格给了小丽很多启发。与此同时，小丽母亲阿娟的过往浮现在她脑海里，一面是母亲负面影响，一面是对自由生活的向往，小丽该如何选择？

## 演员
- 赖雨霏
- 林品彤 饰 李莉莉
- 邱澤 饰 父亲
- 9m88 饰 阿娟
- 白小樱 饰 林小丽
- 劉品言
- 陳竹昇

## 奖项
| 大奖         | 颁奖日期     | 奖项   | 获得者 | 结果 | 参考  |
| ------------ | ------------ | ------ | ------ | ---- | ----- |
| 威尼斯电影节 | 2025年9月6日 | 金獅獎 | 舒淇   | 待定 | [ 2 ] |